# Себін (місячний кратер)

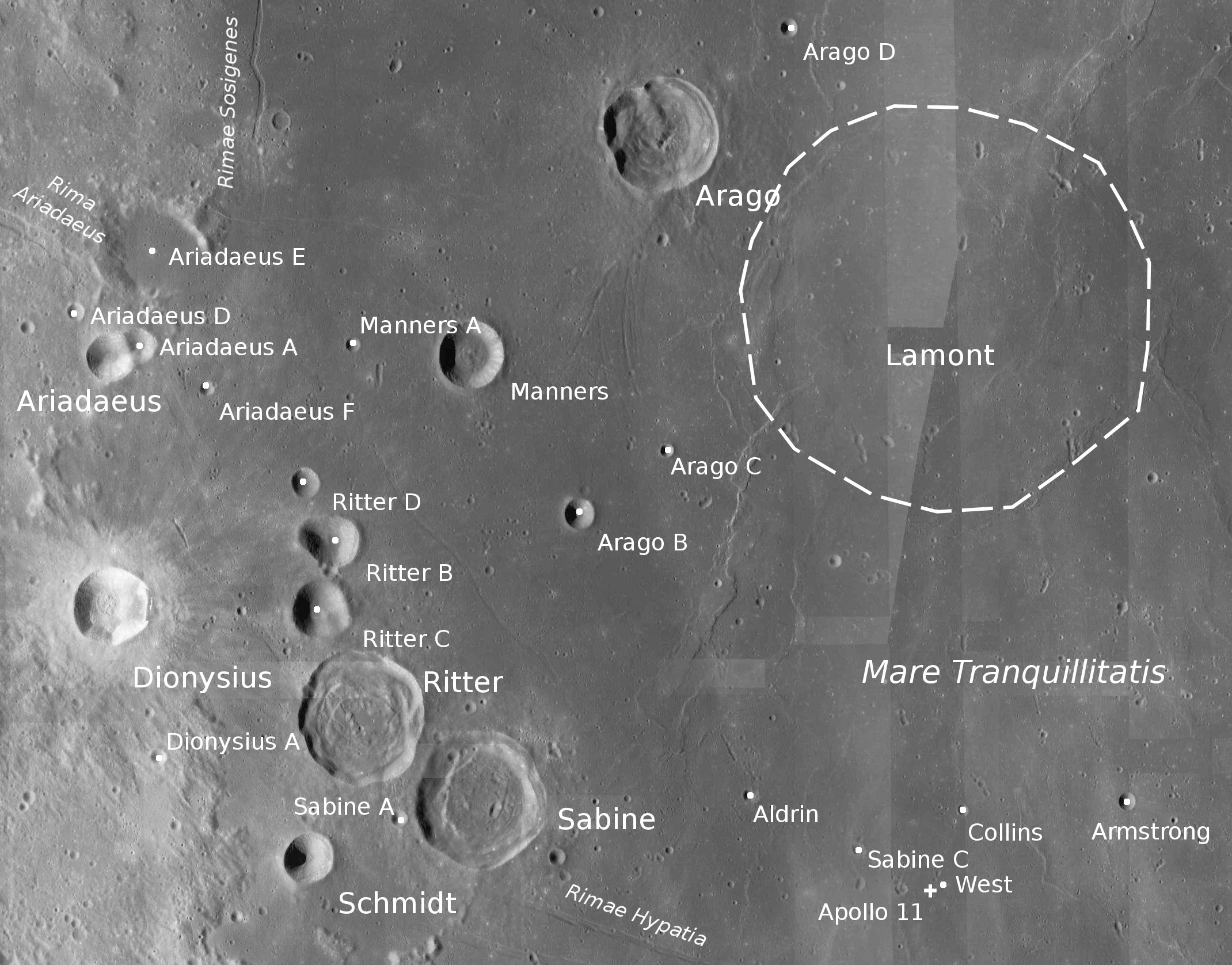
Мапа-світлина району.

Себін (лат. Sabine) - імпактний кратер на Місяці близько 30 км у діаметрі. 

## Опис
Утворює кратерну пару з кратером Ріттер. Два кратери-цирки розташовані на відстані всього пару кілометрів. На заході - чашоподібний кратер  Шмідт, і далі на північ - кратери Маннерс   і  Араго. Зовнішній обрис цього кратера приблизно коловий. В центрі - практично плоский майданчик.
Близько 85 км на схід-південний схід є "Море Спокою" (посадка Аполлон-11). 
Кратер названий на честь генерала сера Едварда Себіна — ірландсько-англійського фізика, астронома, геофізика, орнітолога, дослідника і 30-го президента Лондонського королівського товариства

## Морфологія
Кратер має чіткий вал, всередині наявні обвалення, має потужний зовнішній вал, багато гірок та ланцюжків гір у чаші, дно нерівне; ознаки лави, променистих систем - відсутні; підстилаюча поверхня - рівнина.

## Супутні кратери
| Себін | Широта  | Довгота  | Діаметр | рік затвердження МАС |
| ----- | ------- | -------- | ------- | -------------------- |
| A     | 1.24° N | 19.46° E | 3,65 км | 2006                 |
| C     | 1.02° N | 22.92° E | 2,84 км | 2006                 |